# Martin Gritz
Martin Gritz (* 23. September 1916 in Namslau, Schlesien; † 21. Juni 2002 in München) war ein deutscher römisch-katholischer Geistlicher und Militärgeneralvikar.

## Leben
Nach dem Abitur studierte er ab 1935 an der Universität Breslau Katholische Theologie und empfing am 28. Juli 1940 durch Erzbischof Adolf Kardinal Bertram das Sakrament der Priesterweihe. Aus gesundheitlichen Gründen vom Wehrdienst freigestellt, verbrachte er seine Kaplanszeit in schlesischen und sudetendeutschen Pfarreien des Erzbistums Breslau. Dabei wurde er wegen seiner „aktivierten Seelsorge“ an Jugendlichen auch von der Gestapo verhört. Bis 1946 in Sörgsdorf bei Jauernig tätig, kam er im Zuge der Vertreibung der Deutschen aus der Tschechoslowakei in das Bistum Rottenburg nach Bietigheim, wo er als Vertriebenenseelsorger wirkte.
Ab 1947 war er als Lehrer am Wilhelmsstift in Tübingen tätig und wechselte 1953 an die Universität Tübingen, wo er 1955 mit einer Arbeit über die Stellungnahme der katholischen Kirchenhistoriker Deutschlands im 19. Jahrhundert zu Renaissance und Humanismus zum Dr. theol. promoviert wurde. Ein Habilitationsprojekt verfolgte er nicht weiter, als er 1958 zum Militäroberpfarrer und Dozenten an der Schule der Bundeswehr für Innere Führung in Koblenz ernannt wurde.
1962 wurde er als Nachfolger Georg Werthmanns zum Generalvikar und Leiter des Militärbischofsamtes berufen. Unter den Militärbischöfen Franz Hengsbach und Elmar Maria Kredel sorgte er für eine rechtliche Absicherung der Militärseelsorge in der Bundeswehr und förderte das Laienapostolat unter den Soldaten in der Gemeinschaft Katholischer Soldaten. Nach dem Eintritt in den Ruhestand im Jahr 1980 widmete er sich erneut der wissenschaftlichen Arbeit. Er nahm einen Lehrauftrag an der Universität Würzburg an und hielt Seminare zu sozialethischen und staatskirchenrechtlichen Themen. Von 1986 bis 1996 war er Vorsitzender des Beirats zur Erforschung der Katholischen Militärseelsorge.
Seit 1975 war er Ehrenmitglied der katholischen Studentenverbindung KDStV Ripuaria Bonn.

## Veröffentlichungen
- Die Stellungnahme der katholischen Kirchenhistoriker Deutschlands im neunzehnten Jahrhundert zu Renaissance und Humanismus (Dissertation), Tübingen 1955
- Unser Glaube macht Geschichte. Unser Geschichtsbild, Materialheft für den lebenskundlichen Unterricht, Bonn 1961
- Das Ziel der Geschichte. Unser Geschichtsbild, Materialheft für den lebenskundlichen Unterricht, Bonn 1961
- Hat die Kirche ihre Einstellung zum Soldaten geändert?. Vortragsskizze für die katholischen Militärgeistlichen, Materialheft für den lebenskundlichen Unterricht, Bonn 1969
- Vita exemplum – in Bildern und Gleichnissen. Festgabe für Hans Jürgen Brandt zum 60. Geburtstag, (Hrsg., mit Irmingard Böhm), Paderborn 1998, ISBN 978-3-89710-042-8